# Filhós

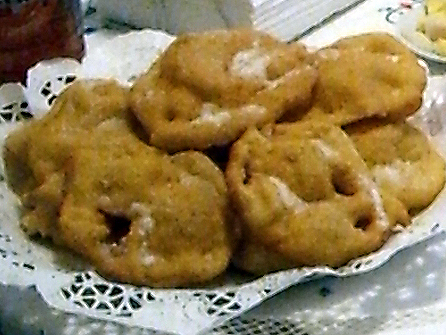
Filhós

Filhós (o filhoses en plural) es un postre tradicional de Navidad en Portugal.
Los filhós son hechos a menudo formando una bola de una mezcla de harina, huevos, y calabaza (pasta o masa), que es opcional. Después que la masa ha subido, se hace un molde en una forma de dónut. En lugar de hacer un agujero en el centro, como una dónut, hay pequeñas bolsas. Después de freír las masas, se les rocía azúcar o canela en la parte superior de la masa enfriada; listos para comer. Es la forma de filhós que los separa de su pariente, la malasada.